# سلام شاکر
سلام شاکر (عربی: سلام شاكر علي داد؛ زاده ۳۱ ژوئیهٔ ۱۹۸۶) یک بازیکن فوتبال اهل عراق است.
وی همچنین در تیم ملی فوتبال عراق بازی کرده‌است.